# George Harrison
George Harrison (Liverpool, 25 febbraio 1943 – Los Angeles, 29 novembre 2001) è stato un cantautore, polistrumentista, compositore, attore, produttore cinematografico e discografico britannico.
Dal 1960 al 1970 fu il chitarrista solista e cantante dei Beatles; dopo lo scioglimento del gruppo (il cui ultimo atto coincise, nel gennaio 1970, con la seduta di studio della canzone scritta proprio da Harrison I Me Mine) ha intrapreso la carriera individuale, sia come musicista sia come produttore musicale e cinematografico. Fu anche un fondatore e membro del gruppo dei Traveling Wilburys.
Durante gli anni trascorsi con i Beatles realizzò venticinque canzoni. Tutti gli album del gruppo da With the Beatles contenevano generalmente due o più brani di sua composizione; molto celebri sono i suoi brani composti negli ultimi anni del gruppo; While My Guitar Gently Weeps, Something e Here Comes the Sun. Dopo lo scioglimento del gruppo realizzò il suo primo album solista, contenente molti brani che non erano stati pubblicati negli ultimi album dei Beatles, All Things Must Pass; in aggiunta al lavoro solista collaborò anche con Ringo Starr, Eric Clapton, Jeff Lynne e Tom Petty.
Harrison conobbe la cultura e la musica indiana nella seconda metà degli anni sessanta e ne divenne profondo estimatore; introdusse notevoli sonorità di origine indiana sia nei Beatles, sia nel lavoro solista. Assieme al musicista indiano Ravi Shankar organizzò, nell'agosto 1971, il celebre The Concert for Bangladesh, primo concerto benefico nella storia della musica, in cui parteciparono anche Starr, Clapton, Shankar e Bob Dylan; in tale occasione si stava per realizzare una reunion dei Fab Four, ma John Lennon declinò l'invito poiché non si voleva la partecipazione della moglie Yōko Ono, mentre Paul McCartney rifiutò a causa della presenza di Allen Klein fra gli organizzatori.
Ne "La classifica dei 100 chitarristi migliori di sempre", stilata dalla rivista Rolling Stone nel 2011, Harrison compare alla posizione numero 11, in salita dalla posizione numero 21 della lista stilata dalla stessa rivista nell'anno 2003.
Il nome di Harrison figura inoltre per ben due volte nella Rock and Roll Hall of Fame, essendo stato citato nel 1988 per la sua partecipazione nei The Beatles e nel 2004 per la sua carriera solista.

## Biografia

### Dall'infanzia allo scioglimento dei Beatles (1943-71)

#### Infanzia e adolescenza (1943-1957)
(George Harrison)
George Harrison nacque il 25 febbraio 1943, come indicato anche nell'anagrafe e nel certificato di battesimo, oltre che ribadito dalla sorella e dalla madre scrisse sul proprio diario che George venne alla luce dieci minuti dopo la mezzanotte del 25 febbraio. Negli anni 1990 però George Harrison iniziò a sostenere di essere nato un giorno prima, il 24 febbraio

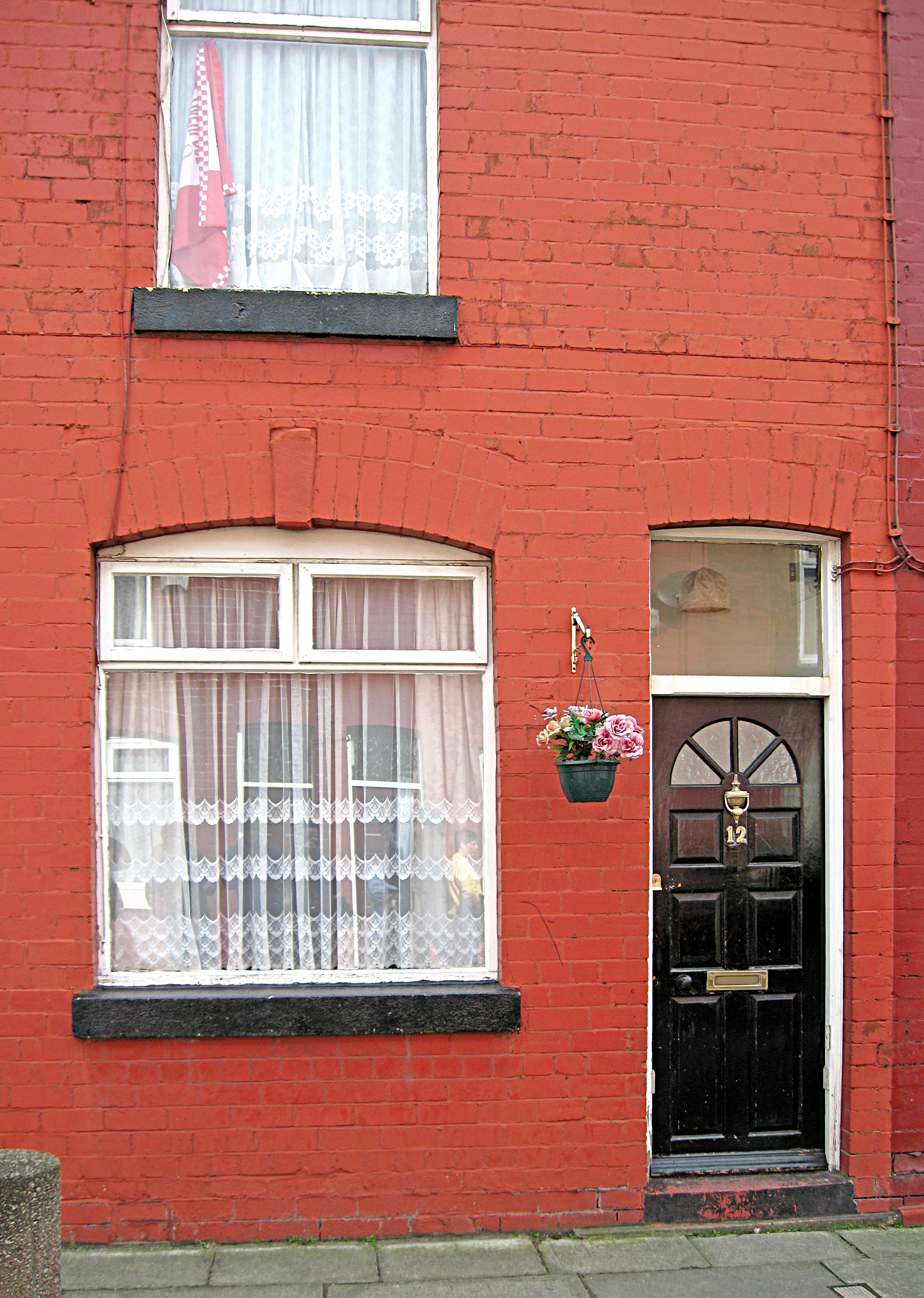
La casa natale di George Harrison

Cresciuto in una famiglia proletaria (il padre era un autista di autobus), George era il più piccolo e timido di quattro figli. Molto presto la madre si accorse della sua passione per le chitarre, che disegnava sui quaderni scolastici, e acconsentì, nel 1957, a comprargliene una di seconda mano al porto di Liverpool. Era una Gretsch modello "Duo Jet", chitarra che George cede all'amico Klaus Voormam, ma che dopo venti anni, a Los Angeles, recupera, fa restaurare e mostra, orgogliosamente, sulla copertina dell'album Cloud Nine (1987).
George iniziò così ad avvicinarsi alla musica e imparò a suonare quando era adolescente, nel periodo dello skiffle, vale a dire nella seconda metà degli anni cinquanta. Nel 1956 fondò assieme al fratello maggiore e ad alcuni amici il gruppo dilettantistico dei Rebels. Intanto lavorava come elettricista.

#### I Quarrymen (1958-1959)
Poco dopo, nel 1958, il compagno di scuola Paul McCartney, notato il suo talento, lo presentò a John Lennon, che aveva fondato il gruppo dei Quarrymen. Vista la giovane età (appena quindici anni) Lennon, che era il leader del gruppo, non lo accettò subito ma ritenne la sua bravura indispensabile per la crescita musicale del complesso.
(George Harrison)

Del periodo in cui incontrò John, George disse: 
(George Harrison)

#### La formazione dei Beatles e il periodo amburghese (1960-1962)
Nei primi mesi del 1960 il gruppo, dopo aver cambiato vari membri e nomi (gli unici componenti fissi furono Lennon, McCartney e lo stesso Harrison), adottò il nome di The Beatles, che venne ideato da Lennon e Stuart Sutcliffe, uno studente dello stesso istituto d'arte frequentato da John che divenne bassista del gruppo.
(George Harrison)
Al primo ingaggio ufficiale dei Beatles nel 1960 ad Amburgo risale l'episodio legato al suo rimpatrio forzato in Inghilterra. A seguito di una segnalazione – fatta molto probabilmente per ritorsione dal primo impresario abbandonato dal gruppo per un contratto più favorevole – la polizia tedesca scoprì infatti che Harrison era ancora minorenne e non aveva il permesso di lavoro.

#### I Beatles (1960-1970)

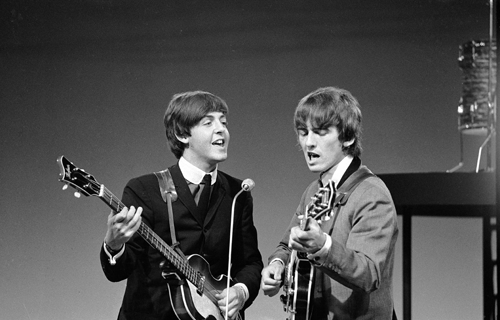
Paul McCartney e George Harrison nel 1964

All'interno del gruppo Harrison fu il chitarrista solista del gruppo e anche cantante. Per i primi anni le sue prove compositive non furono frequenti, tuttavia la sua voglia di smuovere i ritmi poveri dello skiffle e di dare alla chitarra un ruolo più predominante nei fraseggi del rock furono fondamentali per l'evoluzione musicale del complesso.
La prima composizione firmata da Harrison come compositore individuale fu Don't Bother Me, inclusa nell'album With the Beatles (1963), poiché la strumentale Cry for a Shadow, risalente ai tempi di Amburgo, era co-firmata insieme a Lennon. George in seguito continuò a scrivere: altre sue canzoni sono You Know What to Do (1964, mai registrata ufficialmente) I Need You, You Like Me Too Much, If I Needed Someone, Think for Yourself (del 1965), Taxman, Love You To e I Want to Tell You (1966), segni evidenti della sua crescita musicale e della graduale emersione del suo talento. Tra l'altro, nel 1964, sul set del film A Hard Day's Night, George conobbe la modella Pattie Boyd: i due si sposarono all'inizio del 1966.
A partire dal 1965 Harrison iniziò a cercare una propria identità musicale al di fuori del contesto dei Beatles. Conobbe il maestro indiano Ravi Shankar, con il quale iniziò a studiare e a suonare il sitar. Il suo interesse per l'Oriente lo portò quindi ad abbracciare, più dei compagni, musica e religione indiana. Le sue esperienze con l'LSD lo incoraggiarono sulla sua strada verso la meditazione e l'induismo. Successivamente, tracce evidenti di questo suo interesse sarebbero affiorate in molte canzoni, sia con i Beatles sia come solista. Harrison fu tra i primi a innestare strumenti orientali nel rock e durante la permanenza con i Fab Four inserì sitar e/o altri strumenti asiatici nelle canzoni Norwegian Wood (This Bird Has Flown) (1965), Love You To (1966), Within You Without You (1967) e The Inner Light (1968).

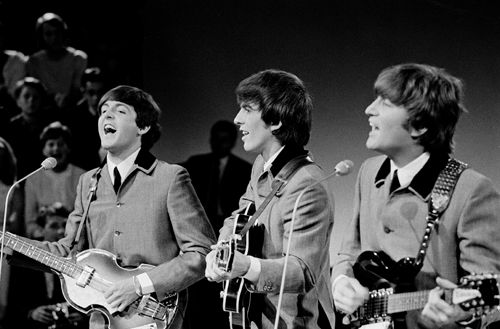
George Harrison, tra McCartney e Lennon

Nel secondo periodo di attività dei Beatles Harrison assunse un ruolo di primo piano, sia come chitarrista, affinando uno stile di chitarra inconfondibile, sia come autore originale e intenso realizzando canzoni meno conosciute, come Long, Long, Long e Savoy Truffle (contenute nel White Album) e le celeberrime While My Guitar Gently Weeps (1968), Here Comes the Sun e Something (entrambe del 1969), quest'ultima suo personale capolavoro, la seconda delle canzoni dei Beatles più incise da altri cantanti. Divenne inoltre un importante riferimento per molti chitarristi dell'epoca. Il suo talento non tardò a farsi sentire, benché (secondo alcune fonti) fosse fortemente limitato da Lennon e McCartney che verso di lui mostrarono sempre l'atteggiamento di chi è più grande. Il carattere schivo e introverso non gli consentì di ottenere il giusto spazio all'interno del gruppo. Questa situazione fu per lui motivo di frustrazione, ma anche stimolo competitivo.
(George Harrison)
Alcune volte sminuito a torto, "il terzo" dei Beatles, in qualità di autore e produttore Harrison fu in realtà molto più attivo di quanto si creda. Alla fine degli anni sessanta furono infatti numerose le sue produzioni per la Apple a favore di artisti come i Badfinger, Jackie Lomax e i Radha Krishna Temple. Desideroso di intraprendere progetti individuali e sempre incline alla sperimentazione musicale, in quel periodo Harrison si cimentò nella musica d'avanguardia per la colonna sonora del film Wonderwall Music (1968), di sapore orientale, e con Electronic Sound (1969), un esperimento non troppo riuscito di musica elettronica pubblicato dalla Zapple Records, un'etichetta puramente sperimentale.

### DaAll Things Must Passalla morte; carriera solista e altri progetti

#### L'esordio da solista (1971)
(George Harrison)
Quando i Beatles si sciolsero, George Harrison aveva solo 27 anni. Aveva comunque trovato la sua identità musicale ed era pronto per iniziare la carriera solista. Il vero e proprio esordio avvenne con All Things Must Pass (1970), un album ambizioso e di grossa mole in cui poté mettere pienamente in luce la maturità artistica raggiunta. Il disco è triplo, co-prodotto con Phil Spector e registrato con Eric Clapton e Dave Mason, ed è quasi unanimemente considerato il suo capolavoro. Quando uscì sorprese notevolmente la critica, che aveva sottovalutato per lungo tempo il talento del chitarrista e ottenne un notevole successo di pubblico, arrivando a vendere la sorprendente quantità di circa sette milioni di copie in tutto il mondo, di cui circa la metà negli Stati Uniti. Il pezzo forte dell'album era il singolo My Sweet Lord, brano di enorme successo che arriva primo nella Billboard Hot 100 per quattro settimane, e in seguito sarà accusato di plagio per avere la melodia troppo simile a quella di He's So Fine, un successo delle Chiffons risalente ai primi anni sessanta.
(George Harrison, 1982)
La causa di plagio tra My Sweet Lord e He's So Fine è senza dubbio una delle più lunghe e controverse che si ricordino. Arrivò in tribunale nel 1976, ben cinque anni dopo la denuncia, e terminò inizialmente con una sentenza secondo cui Harrison aveva inconsciamente plagiato la canzone quando questi insistette che gli venne spontanea. Harrison fu per questo accusato di "plagio inconsapevole" e gli venne inflitta una multa di circa 1 600 000 dollari. Il fatto più sconcertante per lui fu che la canzone che gli diede maggiore successo gli fece conoscere anche l'onta del tribunale. In seguito si scoprì, però, che il suo manager di allora Allen Klein faceva il doppio gioco, "comprando" il caso e cercando di acquistare per sé i diritti di He's So Fine. In questo modo, Harrison avrebbe dovuto pagare la multa inflitta dal giudice al suo ex-manager. Di conseguenza, fu intentata un'altra causa, che terminò nel 1990 con la cessione a Harrison dei diritti della canzone plagiata nei mercati più importanti dietro il pagamento delle sole spese che Klein sostenne, pari a 576 000 dollari.

#### Il concerto per il Bangladesh (1971)
(George Harrison, 1971)

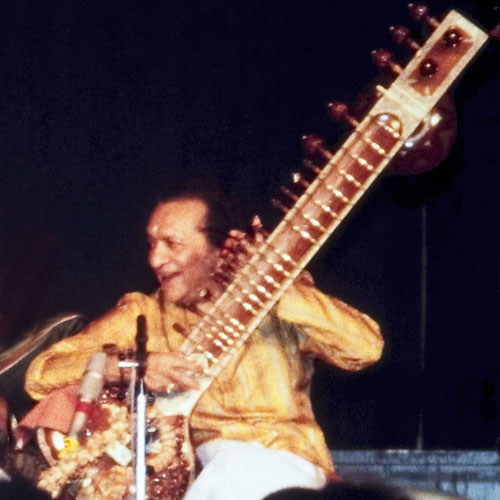
Il sitarista Ravi Shankar (1988)

Nell'estate del 1971, rispondendo a un invito di Ravi Shankar, Harrison organizzò in prima persona il celebre concerto per il Bangladesh, iniziativa benefica a favore dei profughi dalla guerra civile pakistana che portò alla costituzione dello Stato del Bangladesh.

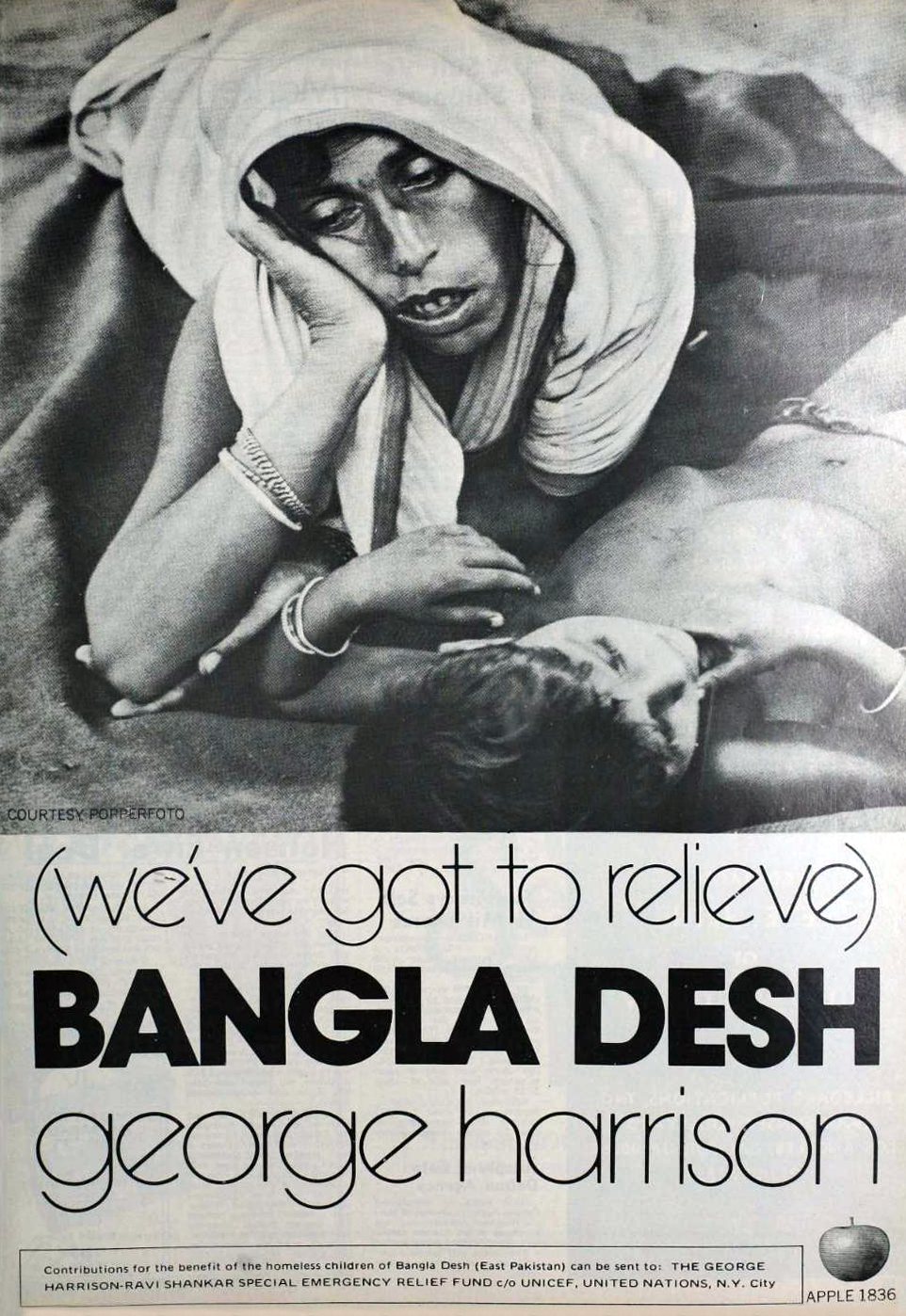
Pubblicità per la pubblicazione del singolo Bangla Desh

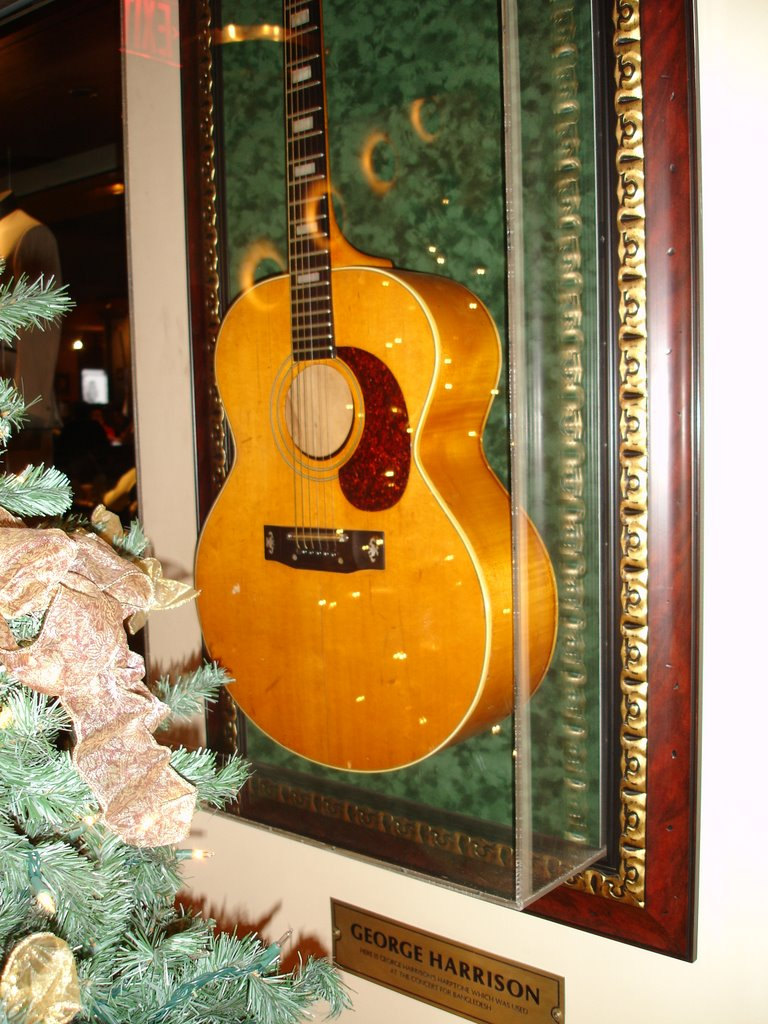
La chitarra usata da Harrison durante il concerto per il Bangladesh

L'evento, che sarebbe diventato il suo "fiore all'occhiello", fu la prima iniziativa musicale di beneficenza di ampia portata ed ebbe una risonanza mondiale. Il 1º agosto furono organizzati due spettacoli dal vivo al Madison Square Garden di New York che fecero registrare il "tutto esaurito" grazie alla presenza di ospiti illustri quali Bob Dylan, Ravi Shankar, Eric Clapton, Leon Russell e Ringo Starr.
Gli spettacoli furono seguiti da un pubblico di circa 40 000 spettatori. Il secondo concerto fu registrato e pubblicato sul triplo LP live intitolato The Concert for Bangla Desh (1971), che ottenne un notevole successo in tutto il mondo, vendendo circa cinque milioni di copie.
Dall'evento fu ricavato anche un film concerto dallo stesso titolo (1972). George Harrison e Ravi Shankar ricevettero poi il premio Child Is The Father of the Man dall'UNICEF, come riconoscimento per gli impegni umanitari, mentre il doppio album ricevette il premio "Album dell'anno" ai Grammy Award del 1972. Considerando la portata dell'evento, gli intenti benefici furono tuttavia raggiunti soltanto parzialmente. Nel corso del 1972, i funzionari del Fisco americano sollevarono varie questioni in merito ai proventi raccolti dal concerto e dalle iniziative connesse.
L'album, tra l'altro, non fu considerato una pubblicazione benefica, con la conseguente applicazione sui proventi della normale tassazione per le pubblicazioni standard. Una parte consistente dei fondi raccolti rimase quindi bloccata fino al 1981.
Fu un duro colpo per Harrison, che rimpianse per lungo tempo il fatto di aver organizzato il concerto in fretta (cinque settimane soltanto) e di non aver istituito, causa i tempi ristretti, una fondazione benefica a cui destinare subito e senza problemi tutti i fondi raccolti.

#### DaLiving in the Material Worldalla fine degli anni settanta (1973-1979)

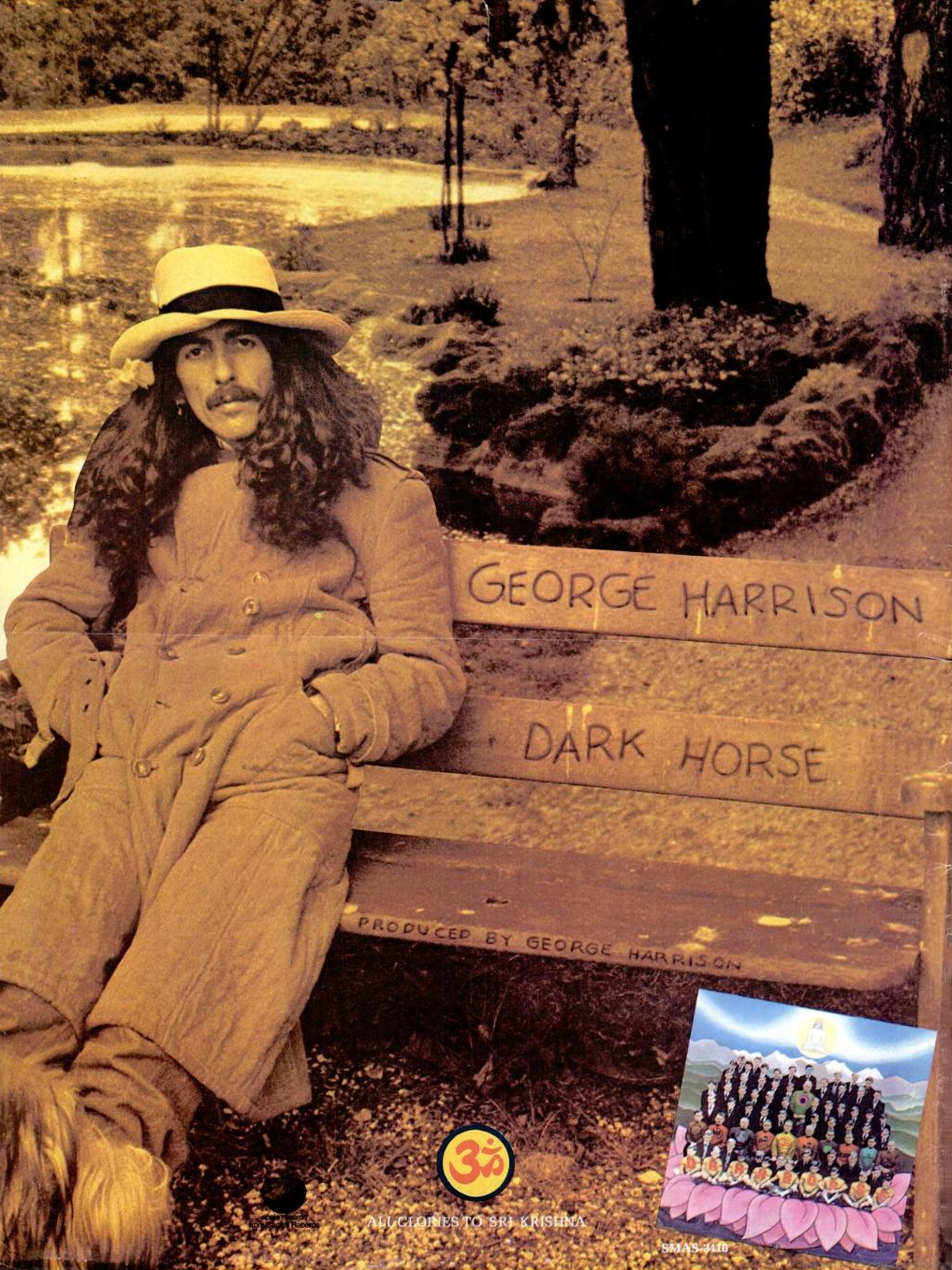
Pubblicità per la pubblicazione dell'album Dark Horse

Come riflesso dei suoi interessi umanitari e soprattutto dopo le spiacevoli vicende fiscali seguite al Concerto per il Bangladesh, nell'aprile 1973 Harrison istituì la Material World Charitable Foundation, una fondazione con cui volle supportare attivamente vari progetti di beneficenza in tutto il mondo. Alla fondazione decise di donare i proventi derivanti dai diritti d'autore di alcune canzoni incluse nel suo album successivo, Living in the Material World, che ancora una volta fece registrare vendite molto alte, stimate in oltre quattro milioni di copie in tutto il mondo, anche grazie al successo del singolo Give Me Love (Give Me Peace on Earth) che arriva primo nella Billboard Hot 100. Dai testi di molte canzoni dell'album si capiva quanto Harrison fosse preoccupato per le condizioni del mondo e quanto fosse interessato alla spiritualità anziché alla materialità.
Nel 1974 Harrison fondò una propria etichetta discografica, la Dark Horse Records, la cui prima scrittura andò all'amico e maestro di sitar Ravi Shankar. Proprio con lui, tra novembre e dicembre di quell'anno, Harrison effettuò una tour di cinquanta concerti tra gli Stati Uniti e il Canada. L'evento promosse l'uscita dell'album Dark Horse e del singolo omonimo. Tuttavia, in quel periodo Harrison fu affetto da una persistente laringite e le sue performance vocali durante i concerti furono alquanto stentate. Decise comunque di portare a termine la tournée con Ravi Shankar (Dark Horse Tour) che, sebbene ben seguita dal pubblico, ricevette critiche pesantemente negative da parte della stampa americana. A causa di questa reazione negativa, le vendite del nuovo album furono seriamente compromesse (furono meno della metà di quelle dell'album precedente), così come fu messa in discussione addirittura la reputazione di Harrison nel music business internazionale.
Le critiche suscitate dal tour americano contribuirono, almeno in parte, a favorire il graduale distacco di Harrison dalla ribalta. Nella seconda metà degli anni settanta le sue apparizioni pubbliche furono sporadiche e tra esse si ricordano: una partecipazione televisiva al programma Saturday Night Live con Paul Simon nel 1976, una partecipazione allo special televisivo Ringo nel 1978 e, pochi mesi dopo, una piccola parte in All You Need Is Cash (1978), un film parodistico di Eric Idle (del gruppo di comici inglesi Monty Python) sulla storia dei Rutles, una banda fittizia che prendeva in giro i Beatles.
Harrison continuò a pubblicare nuovi album, registrati per lo più nel suo studio privato a Friar Park, uno tra i più sofisticati del mondo. Le vendite dei dischi si mantennero su livelli piuttosto buoni e gli fruttarono qualche altro successo di media classifica. Nel 1975 pubblicò l'album Extra Texture (Read All About It) che portò al successo il singolo You. L'anno seguente uscì, invece, Thirty-Three & 1/3 che portò al successo i singoli This Song e Crackerbox Palace.
Dall'ultima parte degli anni settanta Harrison iniziò a dedicare molto del suo tempo libero a due passatempi: le corse automobilistiche di Formula Uno (per cui fu ospite frequente tra il pubblico degli appassionati in varie parti del mondo) e la cura attenta per lo splendido parco della sua tenuta di Friar Park, nei pressi di Oxford. Alla fine del decennio, a oltre due anni dall'album precedente, uscì l'album eponimo George Harrison (1979) che portò al successo il singolo Blow Away.

#### La HandMade Films (1978-1982)
Alla fine degli anni settanta, l'amicizia con il gruppo di comici Monty Python lo stimolò nel finanziare la produzione del film Brian di Nazareth (1978), inizialmente rifiutato dalla Warner Brothers. L'iniziativa ebbe successo tanto da indurlo a fondare con il socio Dennis O' Brien la casa di produzione HandMade Films, parte della Dark Horse Productions, con l'obiettivo di finanziare pellicole dal budget contenuto, che le case più grandi avrebbero magari rifiutato.
Nel frattempo, anche la vita privata aveva raggiunto una tranquilla stabilità. Dopo il divorzio dalla prima moglie Pattie Boyd, nel 1978 Harrison aveva sposato Olivia Trinidad Arias, un'ex-segretaria della Dark Horse di origini messicane, da cui aveva avuto il figlio Dhani.
Successivamente, nel 1979 Harrison pubblicò, prima in edizione limitata (Genesis Publications) poi in edizione commerciale (1980), il libro I, Me, Mine, una breve ma celebre autobiografia in cui rivelava retroscena inediti e amari dell'epoca dei Beatles e del suo difficile rapporto con la fama e con lo show business, due realtà molto spesso accettate con riluttanza.

#### DaSomewhere in Englandagli anni del ritiro dalle scene (1981-1987)
Negli anni ottanta Harrison ridusse notevolmente l'attività musicale e si dedicò prevalentemente alla produzione cinematografica, ottenendo buoni successi internazionali soprattutto come produttore esecutivo dei film dei Monty Python. Nel corso della sua attività, la HandMade Films alternò pellicole di successo a episodi meno fortunati. Verso la metà del decennio la casa di produzione di Harrison diventò una presenza importante nell'ambito del cinema indipendente britannico. Harrison fu costretto a vendere la Hand Made Films nel 1994, per motivi economici.
Sul fronte discografico, l'album Somewhere in England (1981) subì parecchi ritardi e uscì sul mercato in un'edizione differente da quella inizialmente prevista. La prima versione del disco fu infatti rifiutata dalla casa discografica, secondo la quale quattro canzoni in essa incluse erano al di sotto dello standard qualitativo di Harrison. Il musicista registrò quindi quattro nuovi brani in sostituzione di quelli scartati, tra i quali All Those Years Ago, suo personale tributo all'ex-collega John Lennon, recentemente scomparso e inizialmente destinata al nuovo album di Ringo Starr. Il singolo, a cui parteciparono lo stesso Starr, Paul e Linda McCartney, diventò un immediato successo, raggiungendo il primo posto in Canada, il secondo posto negli Stati Uniti e quasi tutte le Top 20 internazionali. Nonostante il recente successo, Harrison si sentiva sempre più in difficoltà nel mettersi in relazione con il music business del tempo, di cui faceva parte suo malgrado. Per far fronte all'ultimo obbligo contrattuale con la Warner Brothers, nel 1982 registrò comunque l'album Gone Troppo per il quale, tuttavia, non volle effettuare alcuna promozione. Per questa ragione, una volta pubblicato, l'album fu un tremendo insuccesso: raggiunse soltanto la 108ª posizione nella classifica degli Stati Uniti e passò praticamente inosservato.
Trascorsero poi ben cinque anni durante i quali l'artista - a parte gli impegni nel campo della cinematografia - rimase lontano dalle cronache e fece parlare di sé assai di rado. Anche le sue apparizioni in pubblico furono scarse: le uniche degne di nota furono un'estemporanea presenza sul palco con i Deep Purple in Australia (1984), la partecipazione allo special televisivo Carl Perkins Tribute (1985) e la partecipazione al concerto per il decimo anniversario della fondazione benefica Prince's Trust (1987).

#### Rientro in scena (1987-1988)

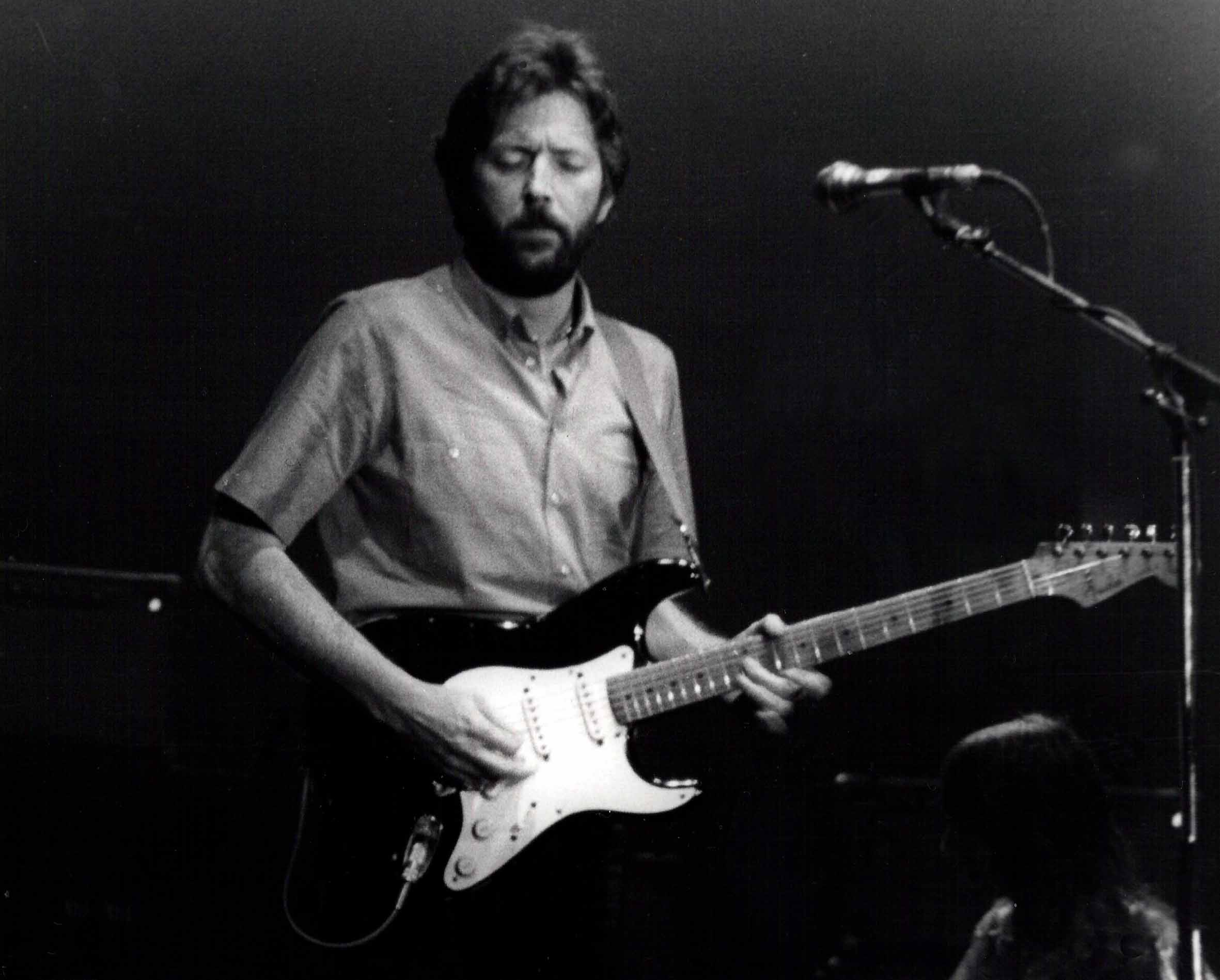
Eric Clapton, frequente partner musicale di Harrison (qui negli anni settanta)

Pubblicato alla fine del 1987, l'album Cloud Nine segnò il prepotente rientro di George Harrison sulla scena musicale e ottenne un notevole successo, che riuscì a rinverdire antichi fasti. Prodotto insieme a Jeff Lynne, che collaborò anche alla scrittura dei brani, il disco si avvale della presenza di altri illustri colleghi quali Eric Clapton, Elton John, Gary Wright e Ringo Starr.
L'album si segnala, in particolare, per gli arrangiamenti curati e per le melodie fresche e briose, che hanno "aggiornato" la magia dei Beatles agli anni ottanta. Il singolo Got My Mind Set on You, cover di una vecchia canzone di Rudy Clark, riportò il nome di Harrison in vetta alla classifica statunitense dopo molto tempo. Buon successo ottenne anche la canzone When We Was Fab, in cui Harrison ricordava i tempi andati evocando intenzionalmente i Beatles. La canzone deve una parte della sua popolarità al sofisticato e divertente video musicale con cui fu promossa. Nel filmato assieme a Harrison si vedono Ringo Starr nel ruolo del batterista, Jeff Lynne in quello di un suonatore di violino ed Elton John in quello di un passante che fa l'elemosina a Harrison non accorgendosi di essere derubato dallo stesso. Nel finale del brano (di stile molto "beatlesiano") si sente un assolo di sitar, suonato dallo stesso Harrison per evocare il suo importante periodo di sperimentazione orientale.
Il 25 febbraio 1988, giorno del suo 45º compleanno, Harrison fu ospite al Festival di Sanremo. In quell'occasione fu proiettato il video di When We Was Fab, poi premiato dalla giuria del Festival come "Miglior Video dell'Anno".

#### I Traveling Wilburys (1988 - 1990)
Alla fine del 1988 suscitò sorpresa la partecipazione di Harrison al supergruppo Traveling Wilburys e all'album omonimo uscito nello stesso anno. Il disco, che ottenne un notevole successo commerciale vendendo quasi sei milioni di copie in tutto il mondo, è accreditato ai fantomatici "fratelli Wilburys", sigla dietro la quale oltre all'ex-Beatle si celavano Bob Dylan, Tom Petty, Jeff Lynne e Roy Orbison il quale morì improvvisamente poche settimane dopo l'uscita del disco. Questo lavoro deve il suo successo critico e commerciale al fatto di essere riuscito a trarre il meglio da ciascuno dei musicisti coinvolti. In effetti, ottenne un riscontro di vendite superiore a quello che avevano ottenuto (o che avrebbero potuto ottenere) gli album solisti di ciascun componente del gruppo.
Intorno allo stesso periodo Paul McCartney propose a Harrison di tornare a comporre insieme ma il chitarrista tuttavia rifiutò, decidendo di continuare a lavorare in altre occasioni con i suoi più recenti collaboratori, che avevano invece apprezzato il suo talento da sempre senza mai criticarlo. Nel periodo, Harrison seguì ancora i "Fratelli" anche in alcuni loro progetti solisti, contribuendo agli album Full Moon Fever di Tom Petty, Mystery Girl di Orbison nel 1989 e a Under the Red Sky di Dylan l'anno successivo.
Sempre nel 1989, il termine del secondo decennio di carriera individuale fu onorato con la pubblicazione di un'antologia, Best of Dark Horse 1976-1989, che raccoglie i brani più importanti del periodo e include due canzoni nuove.

#### Dal tour in Giappone allaBeatles Anthology(1990-1997)
A molto tempo ormai dai fasti dei Beatles, negli anni novanta George Harrison, ormai appagato sotto molti punti di vista, si divise comodamente tra i consueti impegni nel campo della cinematografia e una comoda attività musicale. L'unico risultato in studio fu il secondo capitolo della saga dei Traveling Wilburys, ironicamente intitolato Traveling Wilburys Vol. 3 (1990), che ottenne un confortante successo commerciale. Il disco è dedicato allo scomparso Roy Orbison ed è realizzato sempre in compagnia dei "fratelli" Bob Dylan, Tom Petty e Jeff Lynne. Quest'ultimo produsse il lavoro assieme a Harrison.
Espletati gli impegni con la "famiglia" Wilbury, nel dicembre 1991 il chitarrista, convinto da Eric Clapton, decise di affrontare nuovamente il pubblico, a tanti anni dall'ultima tournée. La mossa fu comunque criticata dai media, visto che Harrison optò solo per alcune date da effettuarsi in Giappone. Ad accompagnarlo c'erano l'amico di sempre Eric Clapton e la sua band, un gruppo di musicisti di prima scelta in cui si segnala Chuck Leavell alle tastiere. Il risultato discografico fu il doppio album Live in Japan (1992) che, nonostante le critiche positive, nulla aggiunse alle fortune dell'ex Beatle. Poco dopo la tournée giapponese, il 6 aprile 1992, Harrison suonò dal vivo alla Royal Albert Hall di Londra. Il concerto faceva parte delle attività promozionali per il lancio del NLP, Natural Law Party (Partito della Legge Naturale), ideologia dietro la quale si celava ancora una volta l'anziano Maharishi. Successivamente, un altro impegno di rilievo fu la sua partecipazione al concerto di tributo alla trentennale carriera dell'amico Bob Dylan realizzato al Madison Square Garden di New York il 16 ottobre 1992 e trasmesso in TV via satellite. Le registrazioni del concerto furono pubblicate sul doppio album dal vivo Bob Dylan - The 30th Anniversary Concert Celebration (1993). Verso la fine dell'anno, il 6 dicembre, Harrison fu poi il primo musicista insignito del "Century Award", prestigioso riconoscimento alla carriera da parte della rivista statunitense Billboard.
Nel 1994, a causa di problemi finanziari, Harrison fu costretto a vendere la HandMade Films. La spiacevole vicenda portò con sé strascichi legali destinati a durare a lungo. Quello stesso anno, il chitarrista tornò in studio di registrazione insieme con Paul McCartney e Ringo Starr per il progetto Anthology dei Beatles, realizzato tra il 1995 e il 1996 in un film-documentario e ben tre tripli album. Nonostante le critiche controverse, il progetto ha avuto il potere di consolidare ulteriormente il mito del più famoso gruppo musicale del Novecento. George appare in alcuni momenti molto sarcastico nel ricordare i vecchi tempi.

#### Gli ultimi anni (1998-2001)

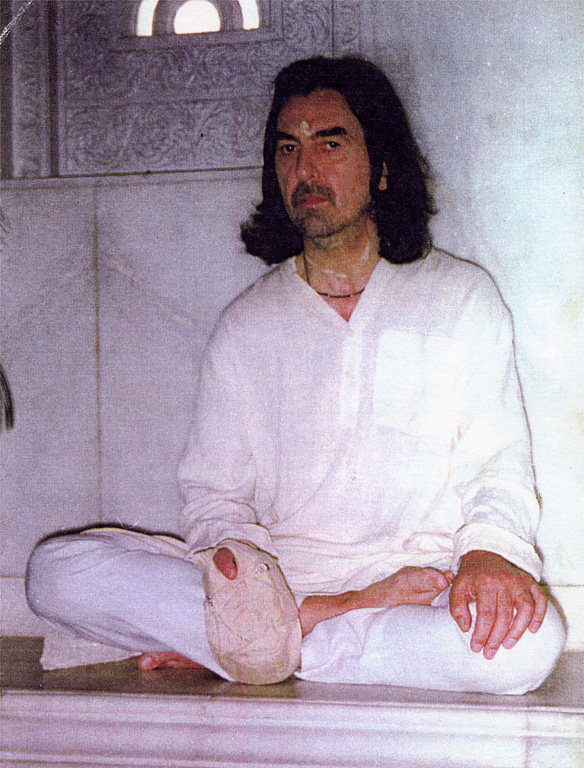
George Harrison in India (1996)

Come di consueto, tra un progetto e l'altro, Harrison non fece parlare molto di sé. Dopo l'Anthology dei Beatles, nel 1995 lavorò alla compilazione di In Celebration, un box antologico di Ravi Shankar. Nelle note di copertina del cofanetto ebbe il privilegio di essere definito il vero padrino della world music. Lavorò poi alla produzione di Chants of India (1997), un nuovo album di studio del musicista indiano.
Nel 1998, da un'intervista concessa dallo stesso Harrison, si venne a sapere che il musicista aveva recentemente sofferto di un tumore alla gola provocato, a suo dire, dal fatto di aver ripreso a fumare. Fu uno spiacevole ostacolo, che per un periodo ne bloccò l'attività musicale. Harrison rincuorò comunque i suoi fan, dichiarandosi completamente guarito.
Il 30 dicembre 1999 il musicista subì un'aggressione da uno squilibrato, tale Michael Abram, introdottosi nella sua residenza inglese nel corso della notte sfondando una delle porte a vetro, pugnalandolo svariate volte al torace. Fu salvato dalla moglie Olivia, che colpì l'aggressore sulla testa con una lampada.
Nel 2000 Harrison curò personalmente la realizzazione di un'edizione rimasterizzata del celebre album All Things Must Pass, pubblicata all'inizio del 2001, nella quale tra l'altro aggiunse My Sweet Lord 2000, una nuova versione di My Sweet Lord. Harrison annunciò inoltre l'imminente pubblicazione di un nuovo album unitamente a un box antologico con nuove ristampe degli album del catalogo Dark Horse Records.

#### La morte
Le confortanti notizie sul suo stato di salute furono smentite quando, nel luglio del 2001, fu diffusa la notizia secondo cui il musicista aveva seguito in una clinica svizzera delle terapie a causa dell'insorgere di un tumore al cervello, sviluppatosi dopo il cancro secondario a un polmone.

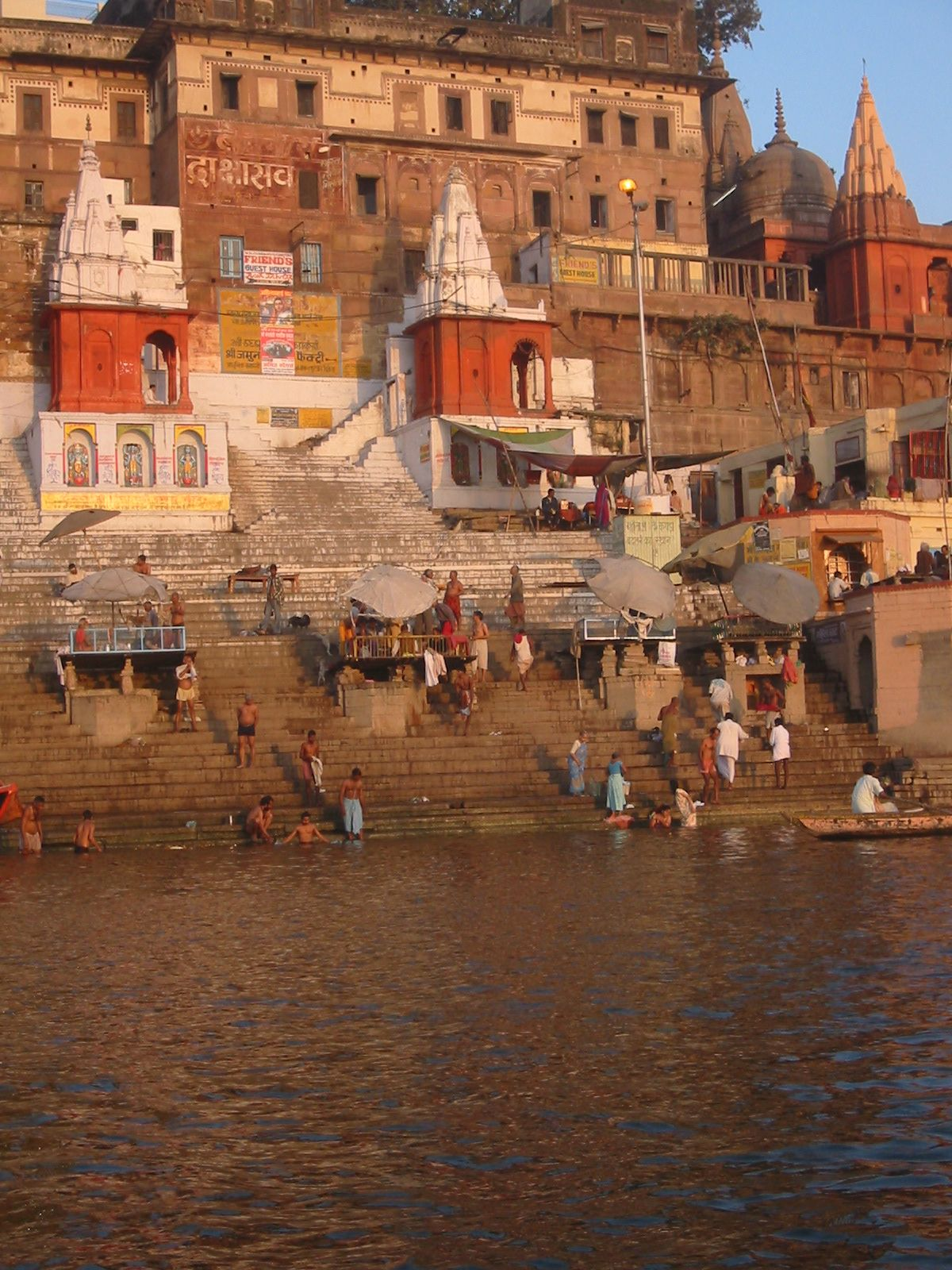
Il Gange, dove furono sparse le ceneri di George Harrison

George Harrison è morto di cancro all'età di 58 anni il 29 novembre 2001 a casa di un amico a Los Angeles. Il suo corpo è stato cremato, come da lui richiesto nelle sue ultime volontà, e le sue ceneri, raccolte in una scatola di cartone, sono state sparse nel sacro fiume indiano, il Gange, secondo la tradizione induista. Alla notizia della morte, tanti fan si radunarono presso gli studi di Abbey Road, simbolo dell'epopea beatlesiana, per commemorarlo; la maggior parte di loro non era neanche nata quando i Beatles raggiunsero fama mondiale. La sua scomparsa ha suscitato commozione in tutto il mondo, compresi personaggi come Tony Blair, la regina Elisabetta II del Regno Unito, gli amici di sempre Paul McCartney e Ringo Starr piangendolo sapendo che la sua chitarra piangente (While My Guitar Gently Weeps) non avrebbe più suonato. Poco dopo la morte, la moglie Olivia rilasciò alla stampa la seguente dichiarazione: «Ha lasciato questo mondo come aveva vissuto: consapevole di Dio, senza paura della morte e in pace, circondato dalla famiglia e dagli amici». Spesso ripeteva: «Tutto può attendere, non la ricerca di Dio e amatevi l'un l'altro».
(George Harrison)
L'ultimo album, Brainwashed, è stato pubblicato un anno dopo la morte e ha ottenuto ottime recensioni da parte della critica. Il disco raccoglie undici nuove canzoni e il remake di uno standard, Between the Devil and the Deep Blue Sea. Lasciato incompiuto da Harrison, il disco è stato successivamente completato da Jeff Lynne e dal figlio Dhani. La volontà di Harrison, per ammissione degli stessi Lynne e Dhani, era di pubblicare l'album come una raccolta di demo. Prima della morte, tra l'altro, Harrison (sempre assieme a Lynne) stava lavorando a un'antologia dei Traveling Wilburys.

### Gli anni successivi
Contemporaneamente alla pubblicazione di Brainwashed, la moglie Olivia ed Eric Clapton hanno organizzato un concerto in tributo alla sua memoria, Concert for George, svoltosi alla Royal Albert Hall di Londra il 29 novembre 2002. La registrazione è stata pubblicata sull'album Concert for George (2003). All'evento hanno partecipato Ravi Shankar, Paul McCartney, Ringo Starr, Eric Clapton, Tom Petty, Jeff Lynne, Gary Brooker, Billy Preston, Albert Lee, Anoushka Shankar e il figlio Dhani. È spiccata la grande assenza di Bob Dylan.
All'inizio del 2004 è stato pubblicato il cofanetto The Dark Horse Years - 1976-1992, contenente le nuove ristampe degli album da Thirty-Three & 1/3 a Live in Japan, di cui Harrison aveva già parlato intorno al 2000. Tutti gli album del periodo (fuori catalogo da alcuni anni) sono stati quindi reimmessi sul mercato accompagnati da un interessante DVD con interviste inedite e divertenti video promozionali di alcune canzoni.
A ottobre 2005, infine, il concerto per il Bangladesh (album e film) è stato nuovamente pubblicato sia su doppio CD sia su DVD.
Nel settembre 2006 è stata pubblicata la versione rimasterizzata di Living in the Material World del 1973 (in versione normale e in formato deluxe).
Il 29 novembre 2006, a cinque anni esatti dalla scomparsa di George Harrison, Editori Riuniti (Collana Pensieri e Parole) pubblica Le Canzoni di George Harrison di Michelangelo Iossa, il primo libro italiano che analizza i testi di tutti i brani del canzoniere harrisoniano, dal periodo-Beatles sino alle produzioni postume.
Nell'ottobre del 2011 è stato pubblicato un documentario su George Harrison, diretto da Martin Scorsese, intitolato George Harrison: Living in the Material World.

## Stile musicale
George Harrison era abile alla chitarra ritmica e acustica: sebbene il suo ritmo non fosse veloce o movimentato, si differenziava comunque rispetto agli altri chitarristi degli anni '60 per le sue innovazioni, come quando utilizzò un capotasto mobile per addolcire il suono della sua chitarra, evidente in Here Comes the Sun. Fu tra i primi a farlo.
Eric Clapton lo descriveva come «un evidente innovatore che fondeva elementi Rhytm & Blues, Rock e Rockabilly creando qualcosa di unico», Jann Wenner lo chiamava «un chitarrista che non amava mettersi troppo in mostra, ma aveva un innato ed eloquente senso melodico». Tra gli artisti da cui ha tratto ispirazione troviamo Chet Atkins, Carl Perkins, Chuck Berry e Buddy Holly. Utilizzava frequentemente la scala diatonica, scala blues e faceva largo uso di ottave.
In seguito iniziò a potenziare le sue competenze musicali: arpeggi, risoluzioni e l'uso di un "expression pedal" per controllare il volume della sua chitarra creando un suono dissonante evidente in I Need You e Yes It Is. 
Particolare è il suo contributo in And Your Bird Can Sing e I'm Only Sleeping, dove utilizzava schemi come backmasking e counter-melody (un melodia secondaria suonata contemporaneamente a quella principale), si iniziano a notare anche influenze della musica indiana, in alcune canzoni (Lucy in the Sky with Diamonds) utilizzava lo schema del Bhajana, canto devozionale induista.
Un'ulteriore trasformazione è visibile in Something, dove emula lontanamente lo stile di Eric Clapton e dei gamakam indiani, transiziona anche dalla chitarra acustica alla slide guitar e ukulele, suo strumento principale nell'era post-beatlesiana. Questo periodo è infatti caratterizzato da un'influenza hawaiana, nonché fortemente indiana, citando come grandi ispiratori Ravi Shankar (che lo introdusse al sitar elettrico) e George Formby.

## Vita privata, relazioni e interessi personali

### Relazioni personali

#### Pattie Boyd

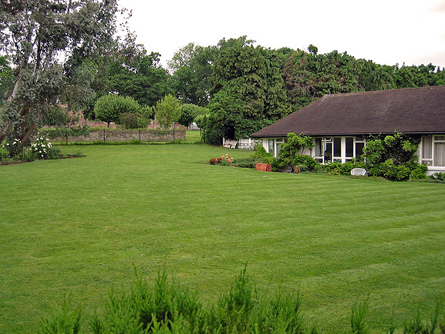
La casa in cui vissero George Harrison e Pattie Boyd dal 1965 al 1970

George Harrison incontrò la modella Pattie Boyd durante le riprese di A Hard Day's Night, film dei Beatles del 1964 in cui lei faceva la comparsa, e si innamorò immediatamente della ragazza, tanto che quando le regalò il suo autografo, scrisse sette baci sotto la propria firma. La prima cosa che le chiese fu se lei fosse intenzionata a sposarlo, ma ricevendo una risposta negativa preferì correggere la richiesta, invitandola a cena con lui. Nonostante lei avesse già un fidanzato, interruppe la relazione per poter uscire con George.
Pattie e George si fidanzarono e decisero di sposarsi solo due anni dopo. Il matrimonio avvenne il 21 gennaio 1966: si trattò di una semplice cerimonia alla quale parteciparono le famiglie degli sposi e Paul McCartney (unico tra i Beatles a essere rimasto in Inghilterra in quel mese). Nella stessa giornata, durante una conferenza stampa, i due affermarono di essere intenzionati ad avere una famiglia e dei figli, ma di voler aspettare ancora. La coppia partì per un viaggio di nozze a Barbados l'8 febbraio e trascorse la luna di miele sull'isola. Nel 1967 fu proprio Pattie a incoraggiare George a dedicarsi alla religione induista, da lui appena scoperta, e a supportarlo nella meditazione.
Nel 1969 George scrisse la canzone Something, nota come una tra le più grandi canzoni d'amore di sempre (giudicata la migliore da Frank Sinatra), dedicata probabilmente a Pattie, nonostante lui avesse confermato più volte che scrivendola aveva pensato a Krishna.
Tuttavia, nonostante la coppia fosse considerata "la coppia più bella e felice" nel mondo dello spettacolo, dopo vari anni d'amore cominciò una crisi. Nei primi anni settanta, mentre George cercava sé stesso mediante l'induismo e la sua musica, Pattie cominciò a sentirsi trascurata (ella stessa, nella sua autobiografia Wonderful Today, racconta che il marito aveva intrapreso una relazione segreta con Maureen Cox, all'epoca ancora moglie di Ringo Starr), e pochi anni dopo tutto arrivò al culmine.
Eric Clapton, da molti anni amico di George, era innamorato di Pattie già da un periodo e dopo vari tentativi la convinse a lasciare il marito e a fidanzarsi con lui. Nel 1974, così, Boyd lasciò George e andò a vivere con Eric Clapton; George non provò a fermarla ma la lasciò andare, perché aveva capito che la loro storia era terminata e che erano entrambi pronti per una nuova vita. Divorziarono il 9 giugno del 1977.
Tuttavia, George non provò rancore nei confronti dell'amico, Eric Clapton; anzi, egli fu presente al matrimonio di Clapton con Pattie Boyd e i musicisti rimasero molto uniti fino alla morte di Harrison, tanto che nel 1991, dopo che Clapton e Boyd avevano divorziato, fecero ancora un tour insieme e che lo stesso Clapton suonò al Concert for George, a un anno dalla morte dell'amico. Fu lo stesso Clapton a organizzare il concerto.
Anche George e Pattie rimasero grandi amici per sempre e si frequentarono fino alla morte di lui.

#### Olivia Trinidad Arias
Nel 1974 George conobbe la segretaria dell'A&M Records, Olivia Arias, una ventiseienne di origine messicana, residente in California, con la quale cominciò a frequentarsi. I due si innamorarono e si fidanzarono. Il 1º agosto 1978 nacque il loro unico figlio, Dhani, e il 2 settembre dello stesso anno i due si sposarono.
Nel 1999, il trentaseienne Michael Abram, affetto da schizofrenia, entrò nella casa di George, a Friar Park, con l'intento di ucciderlo. Lo accoltellò varie volte, ma Olivia salvò la vita del marito, rompendo una lampada sulla testa dell'aggressore. Qualche secondo dopo, quando quello si accanì contro di lei, fu George, nonostante fosse privo di forze, a salvare la vita alla moglie, gettandosi sull'uomo e riuscendo a bloccarlo.
Olivia Harrison rimase accanto a George fino alla sua morte nel 2001. Da allora si dedica alla musica del marito, alla ripubblicazione dei suoi dischi e ai progetti insieme agli altri Beatles, riguardanti la musica dei quattro musicisti.

### Rapporti con gli altri Beatles

#### John Lennon
Per i primi anni George ha sempre avuto una sorta di timore per John che era più grande di tre anni, forte, talentuoso e deciso. I due avevano un buon rapporto anche se John considerò George come "un ragazzino con la chitarra taciturno" per troppi anni per sua stessa ammissione. John scrisse due canzoni nei Beatles (Do You Want to Know a Secret, da Please Please Me, 1963 e I'm Happy Just to Dance with You, da A Hard Day's Night, 1964, ambedue con un piccolo contributo di McCartney) che cantò il solo Harrison. George suonò in quasi tutti i brani lennoniani, con impegno e talvolta innovazione (come l'aggiunta del sitar in Norwegian Wood), mentre John varie volte non suonò nei brani del compagno.

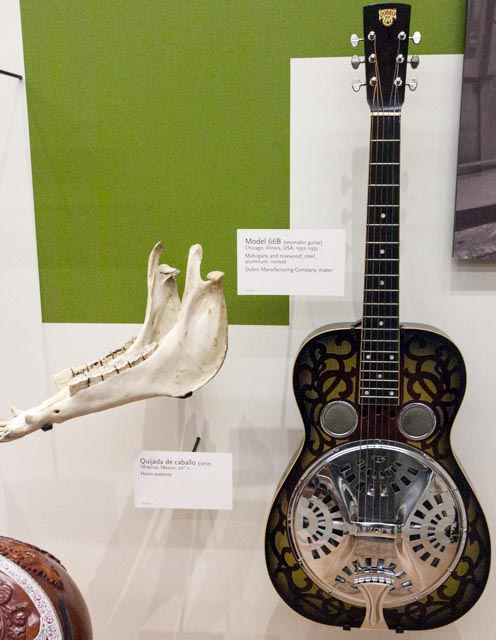
Una chitarra resofonica, suonata da George nell'album Imagine di Lennon

Suonò la chitarra e il dobro nell'album di Lennon Imagine (1971), dando un notevole contributo; chiese la partecipazione di Lennon al suo Concert for Bangladesh, a cui John non volle partecipare senza che fosse invitata anche Yōko Ono. Si incontrarono ancora nel 1974 a New York, strimpellarono insieme qualcosa, probabilmente non si videro più di persona, anche se è stato ipotizzato un incontro nei primi mesi del 1976, sempre a N.Y., mentre Harrison promuoveva il suo album Thirty-Three & 1/3.
Nel 1980 George scrisse il libro autobiografico I, Me, Mine, dove in effetti Lennon ha un ruolo marginale; John si risentì e lo esplicitò alla stampa. Dopo la morte di Lennon, avvenuta nel dicembre del 1980, George realizzò All Those Years Ago, un brano dedicato a John, anche se originariamente pensato per Ringo Starr e già registrato dai due; alla registrazione parteciparono anche Paul e Linda McCartney assieme a Denny Laine e venne adoperata la base ritmica incisa assieme al batterista, che infatti vi suona la batteria.

#### Paul McCartney
Fu Paul a conoscere per primo George: i due giovani studenti abitavano vicini e avevano solo otto mesi di differenza (George era il più giovane). Paul insistette con John per far entrare George nella band, evidentemente già un chitarrista capace e solido. Negli anni seguenti George e Paul ebbero un buon rapporto e nel 1966, quando George sposò Pattie Boyd, il suo testimone di nozze fu proprio Paul. In quello stesso anno uscì il disco dei Beatles Revolver, nel quale l'apporto di McCartney alle canzoni di Harrison fu notevole (l'assolo di chitarra in Taxman e l'arrangiamento di I Want to Tell You). in seguito Paul e gli altri seguirono George in India a un seminario di meditazione.
Tuttavia, McCartney era un grande accentratore, e dava la precedenza alle proprie composizioni e ai propri elaborati arrangiamenti, catturando l'attenzione del produttore George Martin. Spesso i pochi pezzi di George che venivano ammessi alla registrazione erano trattati con sufficienza da Paul. La forte personalità di John, la famelica personalità di Paul e naturalmente il loro assoluto genio lasciavano davvero poco spazio al "terzo incomodo". La personalità di George nel 1968 era però ormai maturata, e il suo talento come autore era cresciuto: le tensioni nella band crebbero anche per questo. Paul, pur avendo numerosi litigi con George, diede ai più celebri "brani Beatles" di Harrison notevoli contributi al basso, ai cori e all'arrangiamento complessivo.
Lo scioglimento dei Beatles li allontanò: i due si rividero in poche occasioni e non collaborarono più sino al 1994, in occasione della Beatles Anthology, quando si ritrovarono su tutto, ritornando buoni amici. Paul e George trascorsero diverse ore insieme nel novembre del 2001.

#### Ringo Starr
Tra Ringo e George il rapporto fu sempre ottimo. Entrambi erano la seconda metà dei Beatles, due caratteri perfettamente compatibili e pochissimo conflittuali. L'armonia tra George e Ringo si respira a pieni polmoni in tutto il periodo Beatles e anche successivamente. Sono state numerose le collaborazioni tra i due outsider: Ringo avrebbe suonato spesso nei dischi di George e viceversa. George scrisse numerosi brani per i dischi di Ringo. Tutto questo non impedì a George di avere una relazione sentimentale con la moglie di Ringo, Maureen,
Dopo la morte di George, Ringo ha scritto Never Without You dedicata a Harrison, coinvolgendo il comune amico Eric Clapton nell'assolo di chitarra.

### Interessi nella cultura indiana

#### Sitar e musica indiana

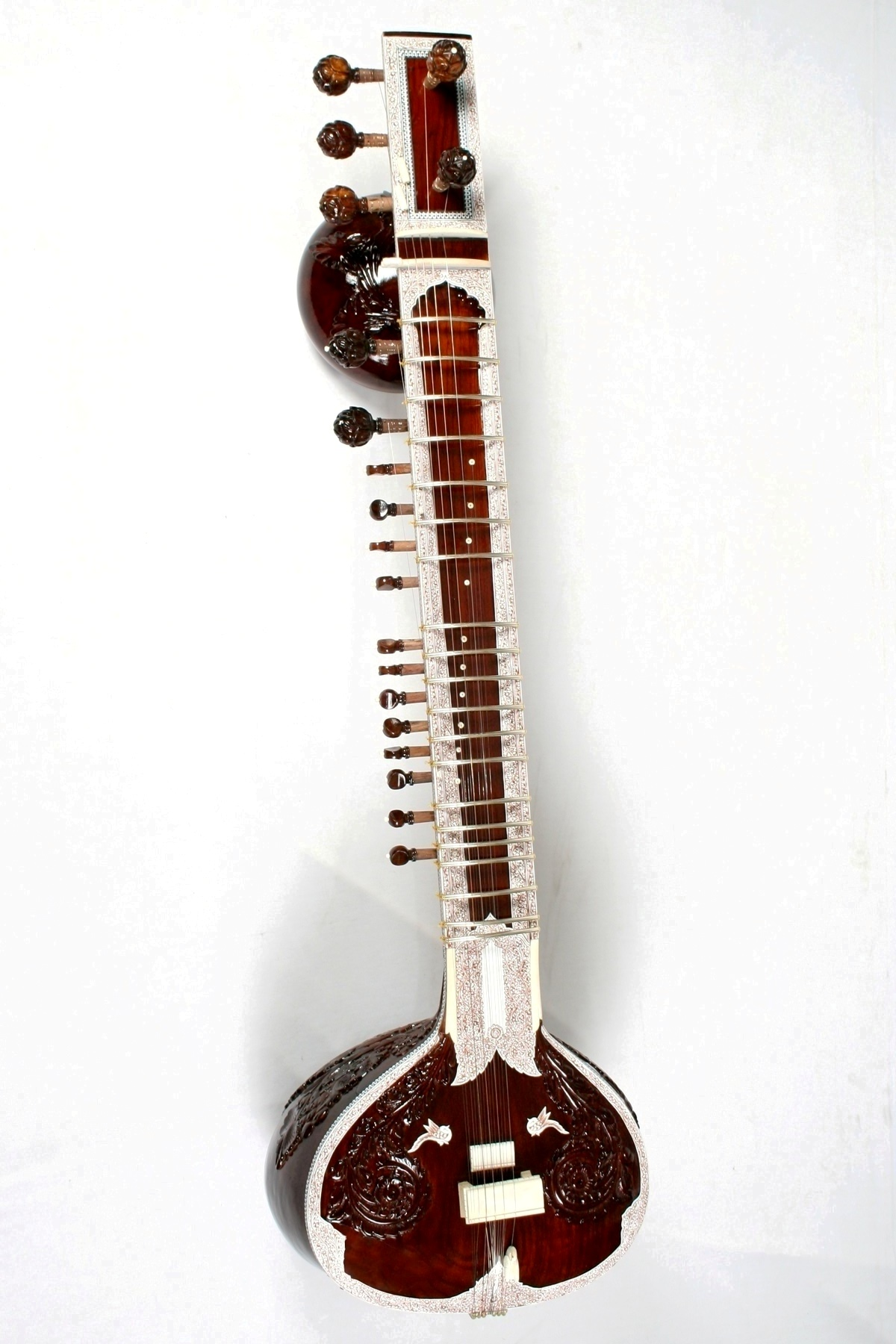
Sitar

Durante il tour americano dei Beatles del 1965, David Crosby dei Byrds, introdusse Harrison alla musica classica indiana e alla musica del sitarista indiano Ravi Shankar. Comprò il suo primo sitar in un negozio di Londra chiamato "India Craft"; e suonò lo strumento nel primo brano dei Beatles con influenze stilistiche orientali, Norwegian Wood, nell'album Rubber Soul (1965). Nel giugno del 1966 incontrò Ravi Shankar, che in seguito suonò per John Lennon e Ringo Starr a casa di George.
Dopo la fine dell'ultimo tour del gruppo, nell'agosto del 1966, George fece un viaggio in India, a settembre, per studiare il sitar, mentre gli altri Beatles si dedicavano ad altro. Nell'album realizzato dal gruppo nel 1966, Revolver, George introdusse notevoli elementi stilistici della musica tradizionale indiana. Dei tre brani composti interamente da lui, uno in particolare, Love You To, è registrato interamente con musicisti indiani, e Harrison suona il sitar. Altri brani in Revolver possiedono sonorità musicali tipiche della musica indiana, assai innovative per il periodo; Taxman, I'm Only Sleeping e Tomorrow Never Knows.
Nel novembre del 1966 i Beatles iniziarono le registrazioni di Strawberry Fields Forever, brano di Lennon; George vi introdusse scale musicali discendenti ottenute con uno swarmandal, strumento cordofono indiano. Nell'album successivo, Sgt. Pepper's Lonely Hearts Club Band, George compose Within You Without You, nel quale suona il sitar con altri suonatori indiani di tabla e tampura; in Lucy in the Sky with Diamonds George segue per una parte la voce di John con la chitarra, imitando lo strumento indiano detto sarangi.
(George Harrison)
Dopo il viaggio dei Beatles in India al seguito del Maharishi Mahesh Yogi, all'inizio del 1968, per approfondire la meditazione trascendentale e la cultura indiana, il gruppo tornò a Londra; George registrò The Inner Light dove canta, con alcune parti insieme a Paul McCartney e John Lennon; la strumentazione è interamente affidata a musicisti indiani. In altri brani successivi vi saranno sonorità indiane o orientali, Dear Prudence e Across the Universe.

#### Spiritualità e visione del mondo
George, nato da una famiglia per metà cattolica e metà protestante, sino all'età di 23 anni non ha dato alcun peso o quasi alla religione e alla spiritualità in genere. Nel film Help! del 1965, sente per la prima volta lo strumento musicale "sitar", queste sonorità lo affascinano a tal punto da volerne conoscere le origini e la storia. Scopre quindi il mondo orientale, quello indiano in particolare. La filosofia orientale, la religione, l'approccio alla vita e a Dio in particolare di questo popolo lo coinvolgono totalmente, chiede e ottiene dagli altri Beatles di trascorrere proprio in India vicino al fiume Gange, un periodo di meditazione.
Tra i maestri spirituali dai quali fu influenzato, vi è il mistico indiano Paramahansa Yogananda, al cui libro Autobiografia di uno yogi dedicò la canzone Dear One. Altri suoi interessi in quest'ambito andavano dallo scrittore Hermann Hesse al filosofo Arthur Schopenhauer.

## Strumentazione

### Chitarre
- 1956: Egmond (chitarra classica)
- 1958: Höfner President (chitarra acustica)
- 1959: Höfner Club 40 model 244
- 1959: Resonet Futurama
- 1961: 1957 Gretsch 6128 Duo Jet
- 1962: 1962 Gibson J-160E
- 1963: 1958-62 Gretsch 6131 Jet Fire Bird
- 1963: 1962 Gretsch 6122 Country Gentleman
- 1963: Maton Mastersound MS-500
- 1963: 1963 Gretsch 6122 Country Gentleman
- 1963: 1962-63 Gretsch 6119 Tennessee Rose
- 1963: Jose Ramirez Guitarra de Estudio
- 1963: 1962 Rickenbacker 425 Fire-glo
- 1964: 1963 Rickenbacker 360/12 Fire-glo
- 1964: 1963 Gibson ES-345-TD
- 1965: 1965 Rickenbacker 360/12 Fire-glo
- 1965: 1961 Fender Rocky Stratocaster
- 1966: Epiphone E230TD(V) Casino
- 1966: 1964 Gibson SG Standard
- 1968: Gibson J-200
- 1968: 1957 Gibson Les Paul Standard 'Lucy'
- 1968: 1968 Fender Telecaster Rosewood

Ricevette inoltre da Clapton una Gibson Les Paul Black e dalla Gretsch una 12 corde elettrica. Ebbe un Vox Mando-Guitar V257 (mandolino a 12 corde), un 1968 Fender Jazz Bass (basso a 4 corde), un Fender Bass VI (basso a 6 corde) e un Burns Nu-Sonic Bass (basso).

## Discografia

### Con i Beatles
- 1963 – Please Please Me
- 1963 – With the Beatles
- 1964 – A Hard Day's Night
- 1964 – Beatles for Sale
- 1965 – Help!
- 1965 – Rubber Soul
- 1966 – Revolver
- 1967 – Sgt. Pepper's Lonely Hearts Club Band
- 1967 – Magical Mystery Tour
- 1968 – The Beatles
- 1969 – Abbey Road
- 1970 – Let It Be

### Da solista
- 1968 – Wonderwall Music
- 1969 – Electronic Sound
- 1970 – All Things Must Pass
- 1973 – Living in the Material World
- 1974 – Dark Horse
- 1975 – Extra Texture (Read All About It)
- 1976 – Thirty-Three & 1/3
- 1979 – George Harrison
- 1981 – Somewhere in England
- 1982 – Gone Troppo
- 1987 – Cloud Nine
- 2002 – Brainwashed (postumo)
- 2024 - Living In The Material World (50th Anniversary) (postumo)

### Con i Traveling Wilburys
- 1988 – Traveling Wilburys Vol. 1
- 1990 – Traveling Wilburys Vol. 3

## Filmografia

### Attore
- Tutti per uno (A Hard Day's Night), regia di Richard Lester (1964)
- Aiuto! (Help!), regia di Richard Lester (1965)
- Magical Mystery Tour, regia di The Beatles e Bernard Knowles (1967)
- Yellow Submarine, regia di George Dunning (1968)
- Let It Be - Un giorno con i Beatles (Let It Be), regia di Michael Lindsay-Hogg (1970)
- Brian di Nazareth (Life of Brian), regia di Terry Jones – cameo (1979)
- Il quartetto vocale di Homer (ep. 1 della 5ª stagione de I Simpson, regia di Matt Kirkland – cartone animato nel quale doppia la voce del personaggio che lo riproduce, 1993)
- George Harrison: Living in the Material World, regia di Martin Scorsese (2011)

### Produttore
- Scrubbers, regia di Mai Zetterling (1982)
- Shakespeare a colazione, regia di Bruce Robinson (1987)

## Doppiatori italiani
Nelle versioni italiane delle sue apparizioni cinematografiche come attore, Harrison è stato quasi sempre doppiato da Oreste Lionello, con l'eccezione del film d'animazione dove è stato invece doppiato da Glauco Onorato. Nell'episodio 5x1 (Il quartetto vocale di Homer) de I Simpson in cui interpreta il ruolo di se stesso in un cameo, è doppiato da Maurizio Romano.

## Onorificenze
- L'asteroide 4149 Harrison, scoperto nel 1984, prende il suo nome.